# Habib Oueslati
Pour les articles homonymes, voir Oueslati.
Habib Oueslati, né le 10 août 1997 à La Seyne-sur-Mer (France), est un footballeur franco-tunisien. Il évolue au poste de milieu offensif au Talaba SC.
Son frère aîné Abdelkader est également footballeur professionnel.

## Biographie
Il participe à la coupe de la confédération en 2019 avec le Club sportif sfaxien. Il atteint les demi-finales de cette compétition, en étant battu par le club marocain de la Renaissance sportive de Berkane.

## Palmarès
- Coupe de Tunisie (1) :
  - Vainqueur : 2019